# Karl-Heinz Ronecker
Karl-Heinz Ronecker (* 28. September 1936 in Karlsruhe; † 20. März 2019 in Kirchzarten) war ein deutscher evangelischer Pfarrer, Propst in Jerusalem und Autor.

## Leben
Ronecker studierte Evangelische Theologie in Bethel, Göttingen und Heidelberg. 1961 bis 1963 war er Vikar an der Ludwigskirche in Freiburg, danach Religionslehrer und hauptamtlicher Bezirksjugendpfarrer in Karlsruhe.
1967 ging er als Studentenpfarrer zurück nach Freiburg. Von 1973 bis 1988 war er Pfarrer an der Ludwigskirche und Dekan des Kirchenbezirks Freiburg der Evangelischen Landeskirche in Baden. 1991 wurde ihm die bedeutendste Auslandspfarrstelle der Evangelischen Kirche in Deutschland, die Evangelische Gemeinde deutscher Sprache zu Jerusalem, übertragen. Dort war er bis 2001 als Propst von Jerusalem auch für die Christinnen und Christen in Israel, dem Westjordanland und Jordanien zuständig.
Er war mit Ingeborg Ronecker verheiratet.

## Ehrenamtliche Tätigkeiten
- Ronecker war Mitglied des Vorstands des Jerusalemsvereins.

## Leistungen
Ein Jahr nach dem Freiburger Katholikentag initiierte er 1978 den ersten Evangelischen Bezirks-Kirchentag.

## Werke
- Karl-Heinz Ronecker: Neige dein Ohr : Gebete, Meditationen und Erzählungen. Kaiser, München 1991, ISBN 978-3-459-01890-1 (129 S.).
- Karl-Heinz Ronecker (Hrsg.): Wer wälzt uns den Stein? : Erzählungen, Gedichte und Meditationen zu Ostern. Kaiser, München 1992, ISBN 978-3-459-01930-4 (252 S.).
- Karl-Heinz Ronecker: Friede sei in deinen Mauern : Jerusalemer Predigten. Radius-Verl., Stuttgart 1998, ISBN 978-3-87173-153-2 (173 S.).
- Karl-Heinz Ronecker (Hrsg.): Dem Erlöser der Welt zur Ehre : Festschrift zum hundertjährigen Jubiläum der Einweihung der Evangelischen Erlöserkirche in Jerusalem. Evang. Verl.-Anst., Leipzig 1998, ISBN 978-3-374-01706-5 (249 S.).
- Ingeborg Ronecker, Karl-Heinz Ronecker: Liebenswertes Jerusalem : Erfahrungen jenseits von Haß und Gewalt. Radius, Stuttgart 2007, ISBN 978-3-87173-371-0 (119 S.).
- Karl-Heinz Ronecker: Mit Literatur predigen. Radius, Stuttgart 2009, ISBN 978-3-87173-343-7 (158 S.).
- Karl-Heinz Ronecker (Hrsg.): Brot in deiner Hand : Erzählungen - Meditationen - Gebete. Neukirchener Aussaat, Neukirchen-Vluyn 2010, ISBN 978-3-7615-5813-3 (128 S.).
- Karl-Heinz Ronecker: Wir warten auf dein kommen : Boten der Advents- und Weihnachtszeit; Meditationen und Erzählungen. Luther-Verl., Bielefeld 2011, ISBN 978-3-7858-0598-5 (104 S.).
- Karl-Heinz Ronecker: Liedpredigten. Radius, Stuttgart 2013.

## Weblink
- Literatur von und über Karl-Heinz Ronecker im Katalog der Deutschen Nationalbibliothek